# Stora Rensjön
Stora Rensjön är en sjö i Älvdalens kommun i Dalarna och ingår i Dalälvens huvudavrinningsområde. Sjön har en area på 0,486 kvadratkilometer och ligger 734,7 meter över havet. Sjön avvattnas av vattendraget Rensjöbrunnan. Vid provfiske har abborre, gädda, sik och öring fångats i sjön.

## Delavrinningsområde
Stora Rensjön ingår i det delavrinningsområde (684583-132482) som SMHI kallar för Utloppet av Stora Rensjön. Medelhöjden är 776 meter över havet och ytan är 7,84 kvadratkilometer. Det finns ett avrinningsområde uppströms, och räknas det in blir den ackumulerade arean 10,32 kvadratkilometer. Rensjöbrunnan som avvattnar avrinningsområdet har biflödesordning 5, vilket innebär att vattnet flödar genom totalt 5 vattendrag innan det når havet efter 540 kilometer. Avrinningsområdet består mestadels av skog (83 procent) och sankmarker (11 procent). Avrinningsområdet har 0,48 kvadratkilometer vattenytor vilket ger det en sjöprocent på 6,1 procent.